# Foveauxstraße
Die Foveauxstraße (englisch: Foveaux Strait) ist eine Meerenge zwischen der Südinsel Neuseelands und Stewart Island.

## Geographie
Die Meerenge ist von Ruapuke Island bis zu den kleinen Solander Islands etwa 130 km lang und zwischen 14 km bei Ruapuke Island und 50 km bei der Te Waewae Bay breit. Von Ost nach West verlaufend, vertieft sich die Meerenge von 20 m auf 120 m.
Nördlich der Foveaux Strait verläuft die Südküste der Südinsel, die hier drei große Buchten, wie die Te Waewae Bay, den Oreti Beach und die Toetoes Bay gebildet hat. Hier liegt auch der Hafen von Bluff, von dem aus die Foveaux Strait durchkreuzend Stewart Island erreicht werden kann. Südlich der Straße liegen die Solander Islands, Stewart Island und Ruapuke Island.

## Namensgebung
Die Straße wurde 1804 von Owen Folger Smith für die Europäer entdeckt und ist nach Joseph Foveaux benannt, der damals Vizegouverneur von New South Wales war.

## Ereignisse
Die Foveaux Strait liegt in den Roaring Forties, die sich durch besonders raues Wetter auszeichnen. So ertranken am 13. Mai 2006 sechs Personen, als ihr Schiff, die Kotuku, in der Nähe der Titi/Muttonbird Islands durch hohe Wellen zum Kentern gebracht wurde. Nur drei der insgesamt neun Personen konnten sich schwimmend retten. In den zehn Jahren zuvor war es bereits zu sechs Schiffsunfällen mit acht Todesopfern gekommen.

## Wirtschaftliche Bedeutung
Die Foveaux Strait ist ein Zentrum der neuseeländischen Austernzucht.

## Buchten
Te Waewae Bay ist die westlichste der drei großen Buchten an der Straße. Sie ist 27 km lang, das Westende der Bucht ist gebirgig und das Südende der Neuseeländischen Alpen und des Fiordland National Park. Die Stadt Tuatapere befindet sich 7 km nördlich der Bucht an den Ufern des in die Bucht mündenden Waiau River.
Die Oreti Beach ist die mittlere Bucht und 26 km lang. Sie liegt zwischen der Stadt Riverton/Aparima und der Mündung des Aparima River im Nordwesten und der Mündung des New (oder Oreti) River im Südosten. Die Stadt Invercargill liegt am New River Ästuar 5 km östlich der Bucht.
Die Toetoes Bay ist die östliche der drei Buchten an der Straße. Sie ist 30 km lang das Südende der Awarua Plains, eines Sumpfgebietes, das sich etwa 15 km ins Inland erstreckt. Das Ostende der Bucht liegt nahe bei Slope Point, dem südlichsten Punkt der Südinsel Neuseelands und geht hier in The Catlins, einer bewaldeten Hügellandschaft, über.
Tiwai Point mit seiner Aluminiumhütte liegt auf einer Halbinsel zwischen dem Westende der Bucht am Rand des Hafens von Bluff. Die Waituna-Lagune liegt etwa in der Mitte der Küste der Bucht, am Ostende der Bucht mündet der Mataura River.